# Walter Stewart, 1. Lord Blantyre

Wappen des Walter Stewart, 1. Lord Blantyre

Walter Stewart, 1. Lord Blantyre (* vor 1565; † 8. März 1617) war ein schottischer Adliger und Politiker.
Er war der Sohn des Sir John Stewart of Minto aus dessen zweiter Ehe mit Margaret Stewart, Tochter des James Stewart, 3. Laird of Cardonald. Die Besitzungen seines Vaters um Minto in Roxburghshire fielen bei dessen Tod 1583 an seinen älteren Halbbruder Sir Matthew Stewart († 1606), jedoch erbte Walter von seiner Mutter das Gut Cardonald bei Glasgow.
1580 hatte er das Amt eines Gentleman of the Bedchamber für König Jakob VI. inne. Der König belehnte ihn mit der Priorei von Blantyre. 1582 erhielt er das Amt des Lord Privy Seal of Scotland inne und in den schottischen Kronrat (Privy Council) aufgenommen. Von 1593 bis 1599 war er als Extraordinary Lord of Session Laienrichter am Court of Session. 1596 wurde er High Treasurer of Scotland. Im April 1599 wurden ihm im Rahmen einer Hofintrige alle öffentlichen Ämter entzogen und er wurde in Edinburgh Castle inhaftiert, aber bald wieder entlassen.
1604 war er königlicher Kommissar für die Umsetzung der Personalunion mit England. 1606 schlug ihn der König zum Knight Bachelor und erhob ihn am 10. Juli 1606 zum Lord Blantyre. Von 1610 bis 1617 war er erneut Extraordinary Lord of Session.
Aus seiner 1581 geschlossenen Ehe mit Nichola Somerville, Tochter des Sir James Somerville of Cambusnethan, hatte er fünf Kinder:
- Sir James Stewart, Master of Blantyre († 1609) ⚭ Lady Dorothy Hastings, Tochter des George Hastings, 4. Earl of Huntingdon;
- William Stewart, 2. Lord Blantyre († 1638) ⚭ Helen Scott;
- Hon. Walter Stuart († um 1657), Doktor der Medizin;
- Hon. Anne Stewart († 1669) ⚭ John Abernethy, 8. Lord Saltoun;
- Hon. Jean Stewart.

Da sein ältester Sohn James bereits 1609 bei einem Duell getötet worden war, beerbte ihn 1617 sein zweiter Sohn William als 2. Lord Blantyre.